# Топанов Олександр Михайлович
Олександр Михайлович Топа́нов (рос. Александр Михайлович Топанов, нар. 10 жовтня 1903 року, Усть-Фиркал, Єнісейська губернія — пом. 10 січня 1959, Алупка, Кримська область) — хакаський поет і драматург. Один із зачинателів хакаської літератури.

## Біографія
Олександр Топанов народився 27 вересня (10 жовтня за н. ст.) 1903 року в аалі Усть-Фиркал (нині Ширинський район Хакасії).
Закінчив сільську школу та Красноярську духовну семінарію. Вступив до Іркутського університету, але через події Громадянської війни не зміг його закінчити.
Працював учителем у школі та педагогічному училищі. З 1927 року працював у Москві в Раді національних меншин.
З 1931 по 1947 роки був актором та першим художнім керівником Хакаського національного театру. У 1948 році переїхав до Криму.

## Творчість
Топанов є автором п'єс «Бабин бунт» (Хаттар утіі), «З грамотою без потреби» (Ӱгредігліг чобағ чох), «Від рушниці до трактора» (Милтихтаң тракторзар), «Чортополох», «Класові вороги». У 1928 році написав першу в хакаській літературі поетичну збірку «Книга пісень», за якою послідувала збірка «Червоний степ». Йому ж належить перша хакаська музична комедія «Обдурений Хорхло» (Алаахтиртхан Хорхло).
Топанов відомий як один із творців хакаської писемності, автор першого хакаського букваря та перекладач російської поезії на хакаську мову.

## Пам'ять
Ім'я А. М. Топанова носить Хакаський національний драматичний театр в Абакані.